# Elsi Katainen
Elsi Kaarina Katainen (nascida em 17 de dezembro de 1966) é uma política finlandesa e membro do Parlamento Europeu (MEP). Ela é membro do Partido do Centro, parte da Aliança de Liberais e Democratas pela Europa.

## Actividade parlamentar
Katainen serviu como membro do parlamento finlandês de 2007 a 2018.
Katainen participou nas eleições para o Parlamento Europeu de 2014, mas não foi eleita. No entanto, depois de o MEP Hannu Takkula ter sido nomeado para o Tribunal de Contas Europeu em março de 2018, Katainen assumiu o seu assento no Parlamento Europeu para o resto do mandato. De 2018 a 2019, ela foi membro da Comissão de Comércio Internacional. Desde as eleições de 2019, ela atua no Comité de Agricultura e Desenvolvimento Rural.
Para além das suas atribuições nas comissões, Katainen faz parte da delegação do Parlamento à Comissão Parlamentar de Cooperação UE-Rússia. Ela também é membro do grupo Membros do Parlamento Europeu Contra o Cancro.
Como relatora de um parecer sobre a Horizon Europe, Katainen defendeu uma missão "Sistemas alimentares neutros em carbono, resilientes, nutritivos e sem resíduos até 2035", para a pesquisa básica no pilar da ciência aberta e para o papel da silvicultura numa economia bio-circular.